# 名曲アルバム (広瀬香美のアルバム)
『名曲アルバム』（めいきょくアルバム）は、日本の女性歌手、広瀬香美の5枚目のベスト・アルバム。2010年12月15日に、ビクターエンタテインメントからリリースされた。

## 解説
- 1990年代にリリースされたアルバムの中から、ファンのリクエストを中心に選曲された。
- アルペン「スポーツDEPO」新CMソングに起用された新曲『LOVE-MEETING』がボーナス・トラックとして収録された。
- 収録楽曲は、『LOVE-MEETING』以外全て再レコーディングしたものが収録された。

## 収録曲
全作詞・作曲：広瀬香美
1. Don’t Go Away (4:57)
  - 編曲：山川恵津子
2. You’re My Life (4:22)
  - 編曲：平野T.J.ヨーイチ
3. 幸せのはじまり (5:20) 
  - 編曲：鷺巣詩郎
4. How To Love (5:03)
  - 編曲：小西貴雄・広瀬香美
5. Dear (7:18)
  - 編曲：服部隆之
6. Tomorrow (3:17)
  - 編曲：広瀬香美
7. Harvest (4:57) 
  - 編曲：広瀬香美
8. HOME (2:15)
  - 編曲：広瀬香美
9. ふつうのラブソング (5:17)
  - 編曲：本間昭光・広瀬香美
10. 僕がそばに... (4:38)
  - 編曲：本間昭光・広瀬香美
11. LOVE-MEETING (4:53)
  - 編曲：h-wonder
  - アルペン「スポーツDEPO」CMソング
  - 歌詞中にはかつてのヒットソングである「promise」「ロマンスの神様」といったタイトル名や、「ゲレンデがとけるほど恋したい」を思わせるフレーズが存在する。